# Стрибакуваті
Стрибакуваті (Dipodoidea) — надродина гризунів з підряду Мишовиді (Murimorpha).

## Родинні групи
Надродина стрибакових є сестринською групою до надродини мишуваті (Muroidea). Разом вони формують підряд мишовидих (Murimorpha, або Myomorpha). Часто надродина має у своєму складі лише одну родину Dipodidae, а всі 6 поданих нижче родин розглядають як її підродини.

## Склад надродини
Всього надродина вміщує в собі 6 родин та 16 родів, які складаються з 51 виду:
- Родина Мишівкові (Sicistidae) — 1 рід, 13 видів
  - Рід Мишівка (Sicista) — 13 видів
- Родина Стрибакові (Dipodidae) — 5 родів, 9 видів
  - Рід Кандибка (Stylodipus) — 3 види
  - Рід Скакун (Jaculus) — 3 види
  - Рід Стрибак (Dipus) — 1 вид
  - Рід Eremodipus — 1 вид
  - Рід Paradipus — 1 вид
- Родина Тушканові (Allactagidae) — 3 роди, 16 видів
  - Рід Тушкан (Allactaga) — 4 підроди, 12 видів
  - Рід Тушканчик (Pygeretmus) — 2 підроди, 3 види
  - Рід Allactodipus — 1 вид
- Родина Cardiocraniidae — 3 роди, 7 видів
  - Рід Cardiocranius — 1 вид
  - Рід Salpingotulus — 1 вид
  - Рід Salpingotus — 3 підроди, 5 видів
- Родина Euchoreutidae — 1 рід, 1 вид
  - Рід Euchoreutes — 1 вид
- Родина Zapodidae — 3 роди, 5 видів
  - Рід Eozapus — 1 вид
  - Рід Napaeozapus — 1 вид
  - Рід Zapus — 3 види

У фауні України — один вид роду кандибка (Stylodipus), один вид роду тушкан (Allactaga) та чотири види роду мишівка (Sicista).

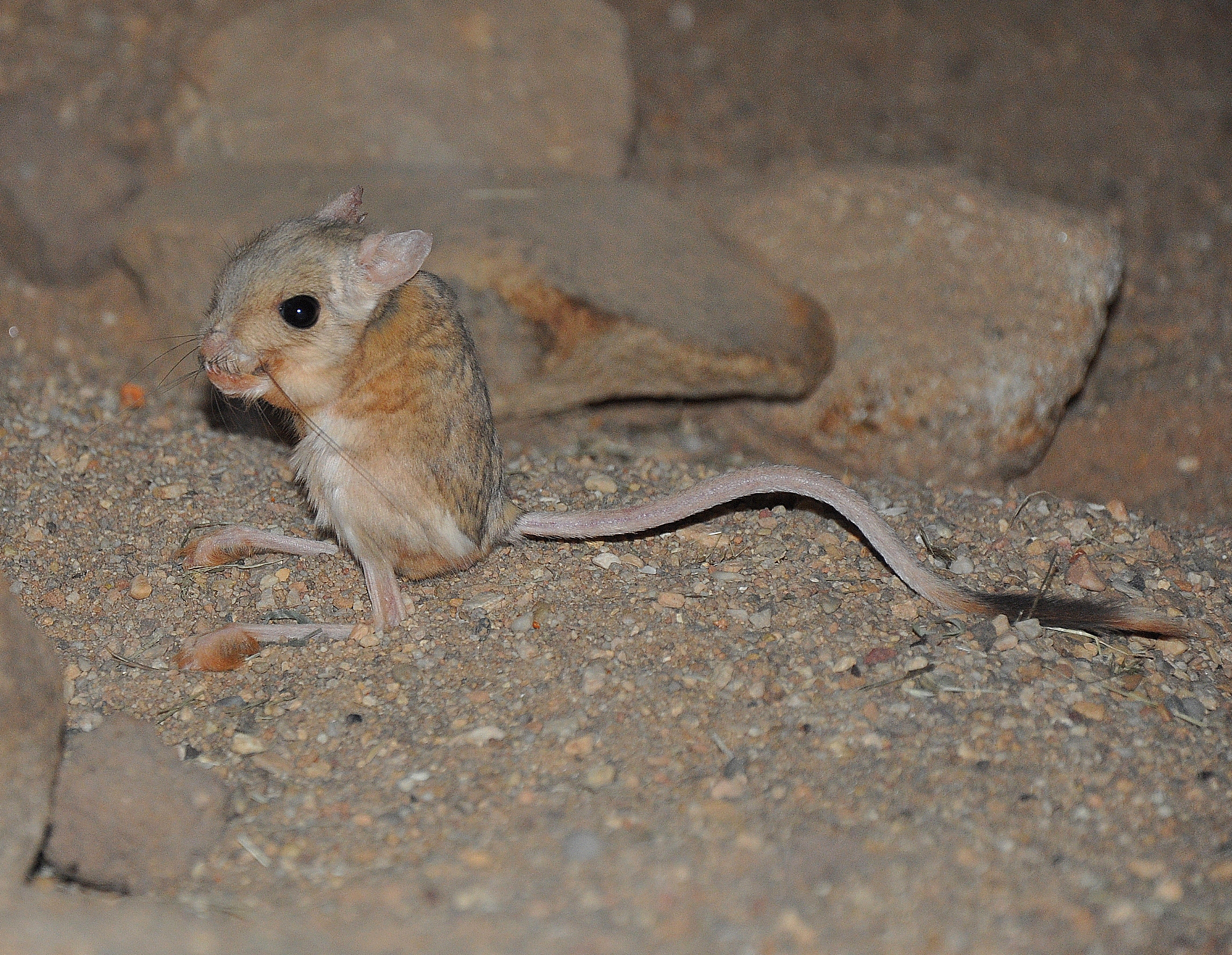
Скакун (Jaculus)
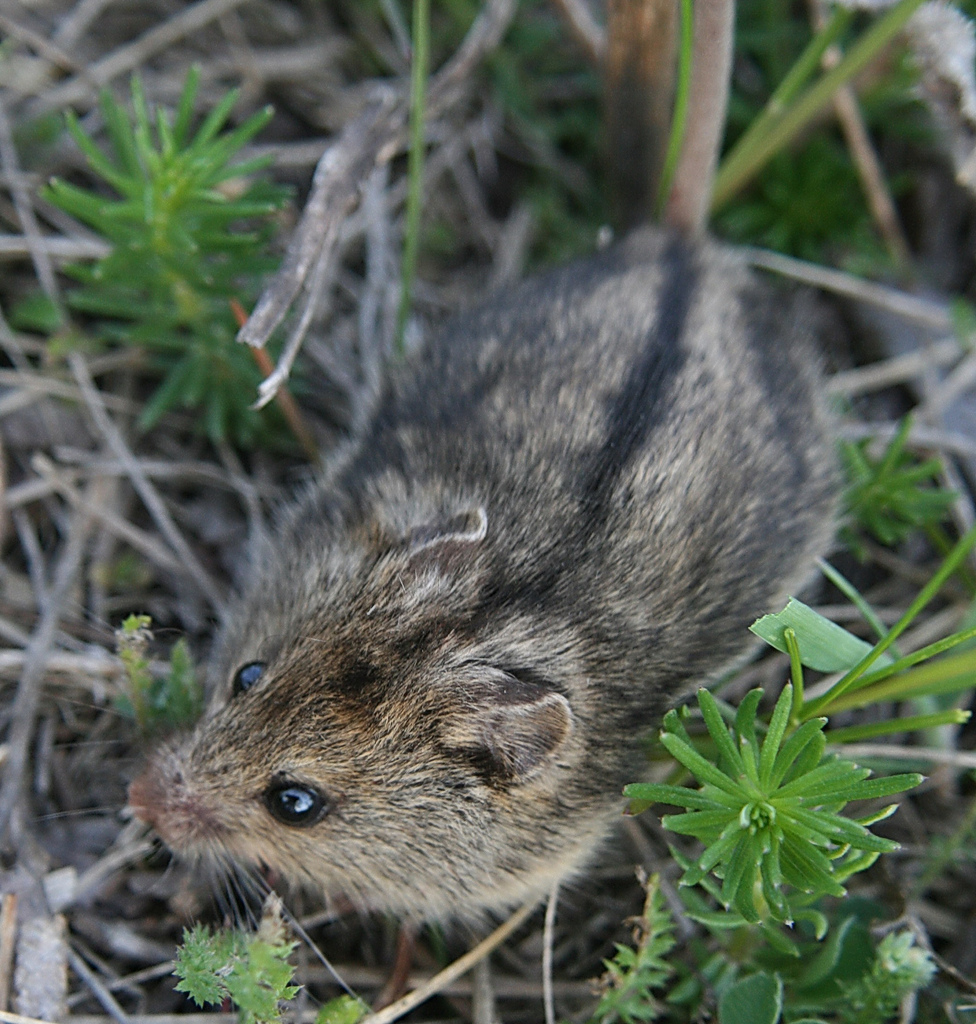
Мишівка (Sicista)